# 가와노촌 (시즈오카현)
가와노촌(일본어: 川野村)은 일본 시즈오카현의 서부, 기도군, 오가사군에 속했던 촌이다. 현재의 기쿠가와시 동남부에 해당한다.

## 역사
- 1889년 4월 1일 - 정촌제 시행에 의해 기토군 가와노촌이 성립하였다.
- 1896년 4월 1일 - 군제 시행에 의해 오가사군 가와노촌이 되었다.
- 1940년 11월 1일 - 아이쿠사촌과 합병해 오가사촌이 성립하여, 동일 가와노촌은 폐지되었다.

## 참고 문헌
- 角川日本地名大辞典編纂委員会,『角川日本地名大辞典 22 静岡県』, 角川書店, 1978年, ISBN 4040012208